# 1665 w literaturze
Wydarzenia literackie w 1665 roku.

## Nowe książki
- polskie

## Zmarli
- Samuel Coster, holenderski dramatopisarz